# Toray Pan Pacific Open 2001 - Doppio
Il doppio del Toray Pan Pacific Open 2001 è stato un torneo di tennis facente parte del WTA Tour 2001.
Martina Hingis e Mary Pierce erano le detentrici del titolo, ma quest'anno non hanno partecipato.
Lisa Raymond e Rennae Stubbs hanno battuto in finale 7–6(5), 2–6, 7–6(6) Anna Kurnikova e Iroda Tulyaganova.

## Teste di serie
1. Lisa Raymond /  Rennae Stubbs (campionesse)
2. Nicole Arendt /  Ai Sugiyama (semifinali)
3. Cara Black /  Elena Lichovceva (primo turno)
4. Els Callens /  Anne-Gaëlle Sidot (primo turno)

## Tabellone

### Legenda
| - Q = Qualificato - WC = Wild card - LL = Lucky loser | - ALT = Alternate - SE = Special Exempt - PR = Protected Ranking | - w/o = Walkover - r = Ritirato - d = Squalificato |